# Babygirl
Babygirl is een Amerikaanse film uit 2024, geschreven, geregisseerd en mede geproduceerd door Halina Reijn. De hoofdrollen worden vertolkt door Nicole Kidman, Harris Dickinson, Sophie Wilde en Antonio Banderas.

## Verhaal
De hooggeplaatste CEO Romy (Nicole Kidman) komt terecht in een seksuele relatie met de veel jongere en innemende stagiair Samuel (Harris Dickinson) die in haar bedrijf werkt. Haar huwelijk was onbevredigend voor Romy terwijl Samuel met zijn dominantie tegemoet komt aan haar seksuele behoeften.
Aan het eind van de film bekent Romy aan haar echtgenoot Jacob (Antonio Banderas) dat zij in hun huwelijk seksueel tekort komt. Samuel vertrekt naar het buitenland waardoor het huwelijk weer goed lijkt te komen.

## Rolverdeling
| Acteur           | Personage |
| ---------------- | --------- |
| Nicole Kidman    | Romy      |
| Harris Dickinson | Samuel    |
| Sophie Wilde     | Esme      |
| Antonio Banderas | Jacob     |
| Esther McGregor  | Isabel    |

## Productie
In november 2023 werd aangekondigd dat David Hinojosa van 2AM het project zou produceren samen met de Nederlandse Halina Reijn van Man Up Films, waarbij A24 het project zou financieren. Julia Oh, Zach Nutman en Christine D'Souza Gelb van 2AM fungeerden als uitvoerende producenten. Naast haar rol als producent regisseerde Halina Reijn de film op basis van een scenario dat ze schreef. Het project is Reijns tweede Engelstalige speelfilm, beide geproduceerd door A24.

### Filmopnames
De filmopnames gingen van start in december 2023 in New York en duurden tot februari 2024.

## Release en ontvangst
Babygirl ging op 30 augustus 2024 in première op het Filmfestival van Venetië in de competitie voor de Gouden Leeuw, waar hij een minutenlange staande ovatie ontving. De film kreeg overwegend positieve kritieken van de filmcritici, met een score van 76% op Rotten Tomatoes, gebaseerd op 255 beoordelingen. Nicole Kidman kreeg voor haar hoofdrol een Gotham Award. Toch zijn er ook kritische geluiden, vooral over de vrouw-onvriendelijke uitstraling die de film heeft. Reijn zei zelf over de film dat die gaat over de orgasmekloof.
De film zou oorspronkelijk op 20 december 2024 in de Amerikaanse bioscopen uitkomen, maar  dat werd uitgesteld naar 25 december. In Nederland werd de film op 2 januari 2025 landelijk in de bioscopen gebracht en werd daar al binnen vier dagen bekroond met een Gouden Film, voor het behalen van 100.000 bezoekers. Door deze populariteit werd besloten de film in tientallen extra bioscoopzalen te vertonen.

### Kassaopbrengsten
Babygirl ging in de Amerikaanse bioscopen in première naast The Fire Inside, Nosferatu en A Complete Unknown met de verwachting van een bruto opbrengst in het vijfdaagse openingsweekend van 7 miljoen Amerikaanse dollars in 2100 bioscopen. De film bracht uiteindelijk 7,2 miljoen dollar op in zijn openingsweekend en eindigde daarmee op de zevende plaats aan de kassa.

## Prijzen en nominaties
De belangrijkste:
| Jaar | Prijs                    | Categorie                         | Genomineerde(n) | Uitslag     |
| ---- | ------------------------ | --------------------------------- | --------------- | ----------- |
| 2025 | Golden Globe Award       | Beste actrice in een film – drama | Nicole Kidman   | Genomineerd |
| 2024 | Filmfestival van Venetië | Gouden Leeuw                      | Halina Reijn    | Genomineerd |
| 2024 | Filmfestival van Venetië | Coppa Volpi voor beste actrice    | Nicole Kidman   | Gewonnen    |